# Мирадор Массу

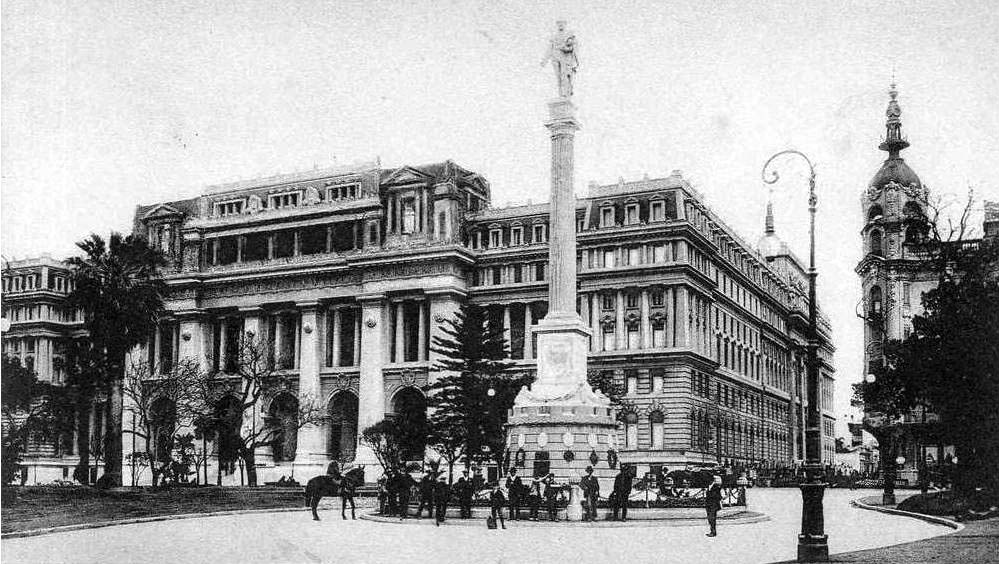
Площадь Лавалье в 1910 году

Мирадор Массу (исп. Mirador Massue) — здание в городе Буэнос-Айрес (Аргентина), расположенное на углу улиц Талькауано и Тукуман, напротив площади Лавалье. Спроектировано в 1903 году как жилой дом для Дэвида Костагуты, в 1989 году разрушено и перестроено в офисное здание, сохранило только свою знаменитую смотровую башню. Его нынешнее официальное название — Tribunales Plaza.
Первым архитектором здания был Альфред Массу (исп.), французский нормандский архитектор, который работал в конце XIX века в Аргентине и Уругвае. Предпочитающий стиль академизм, в соответствии с образованием, полученным в школе École des Beaux-Arts в XIX веке, Масса начал придерживаться нового модернистского стиля.

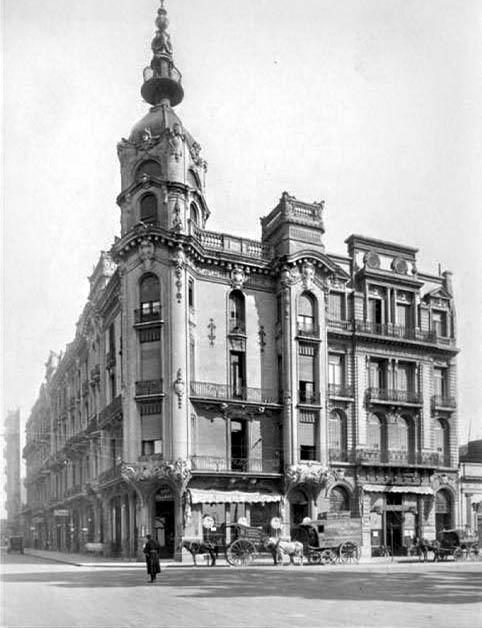
Фото первоначального здания в 1920 году

Он массово использовал украшения с растительными и природными формами. Это изменение стиля уже присутствует в здании, которое он проектировал в 1903 году для Костагуты, создав украшение для балкона первого этажа и для верхушки башни, где изображены женские лица.
По мере развития строительства, правительство города начало свой проект по строительству нового Дворца правосудия перед площадью Лавалье в квартале, который до этого занимал артиллерийский склад. Костагута, владелец здания вероятно, знал об этих планах и ожидал в будущем повышении цены земли, поэтому сделал заказ на быстрое строительство жилого дома, который будет рядом с Дворцом правосудия (новой штаб-квартирой Верховного суда), через семь лет в 1910 году.
Дворец Костагуты стал быстро известен своим оформлением и стилизованной смотровой башней. После строительства Дворца правосудия, площадь Лавалье стала объектом многочисленных фотографий и открыток, где здание, спроектированное Массой, появилось с одной стороны фотографии со своим характерным куполом. На самом деле это было не одно здание: одно было на углу улицы Талкуахо и включало в себя смотровую башню, а другое продолжалось вниз по улице Тукуман к углу с улицей Уругвай. На первом этаже здания расположилась кофейня под названием Fuji, которая принадлежала японским владельцам и работала на протяжении десятилетий.

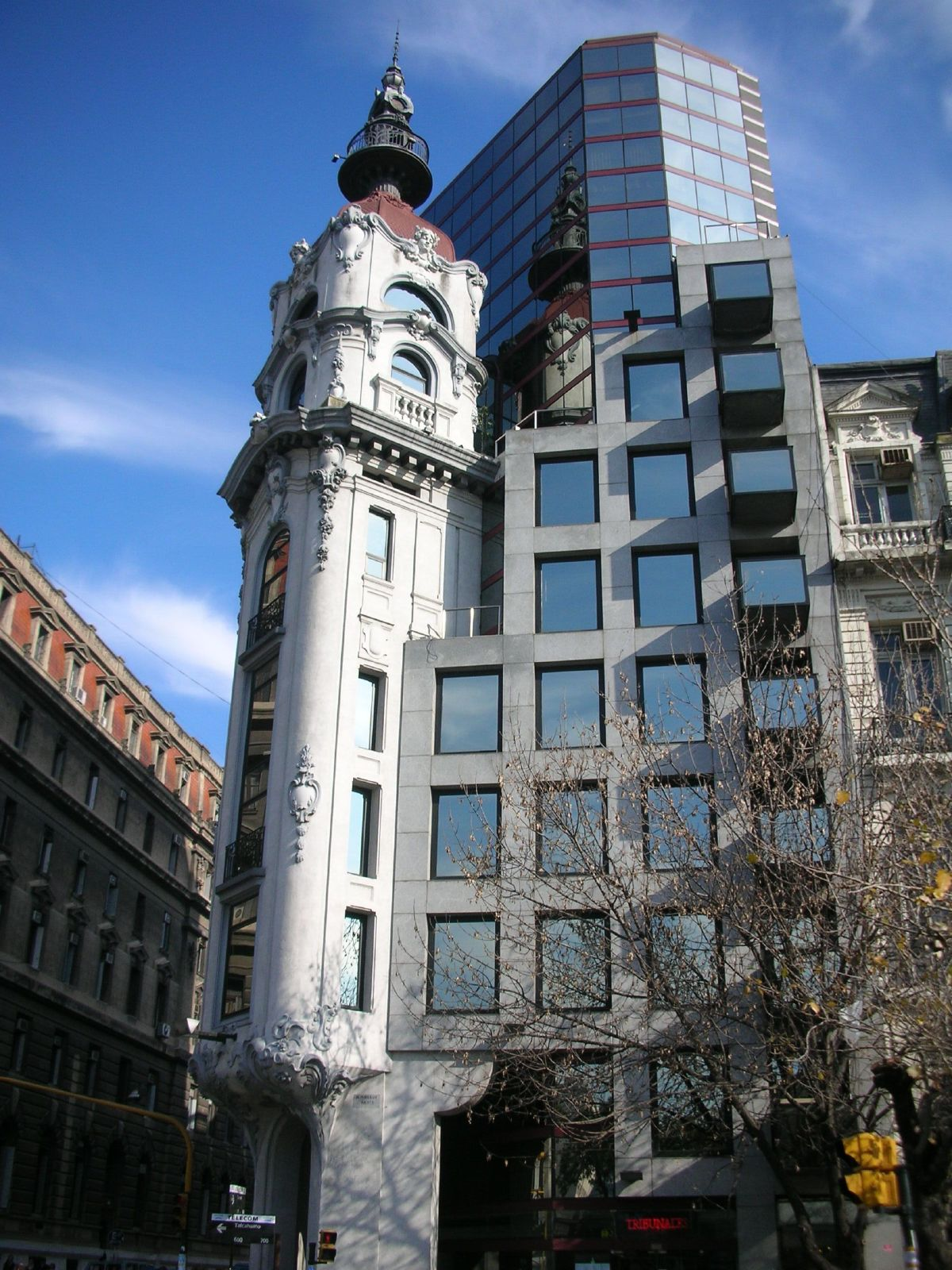
Современный вид здания

В 1989 году здание приобретено на аукционе компанией UNIBON SA, которая объявила о планах снести его и построить там современное офисное здание. Однако, так как здание Масса было одним из лучших примеров модерна в Буэнос-Айресе. Здание, являлось объектом многочисленных статей, по архитектуре, написанных Орасио Спинетто, Марио Сабуго обращённых к архитектору Хосе Мария Пенья.
Осознавая раздражение архитектора, которое возникло после публикации планов и проектов будущего здания, видя, что этот вопрос обсуждался даже в телевизионных новостях, было решено обратиться к архитектору Пенья, оставить смотровую башню, которая сформировала облик старого дворца Костагута. Поэтому, часть здания на улице Тукуман под номерами 1325 и 1349 осталась без изменений.

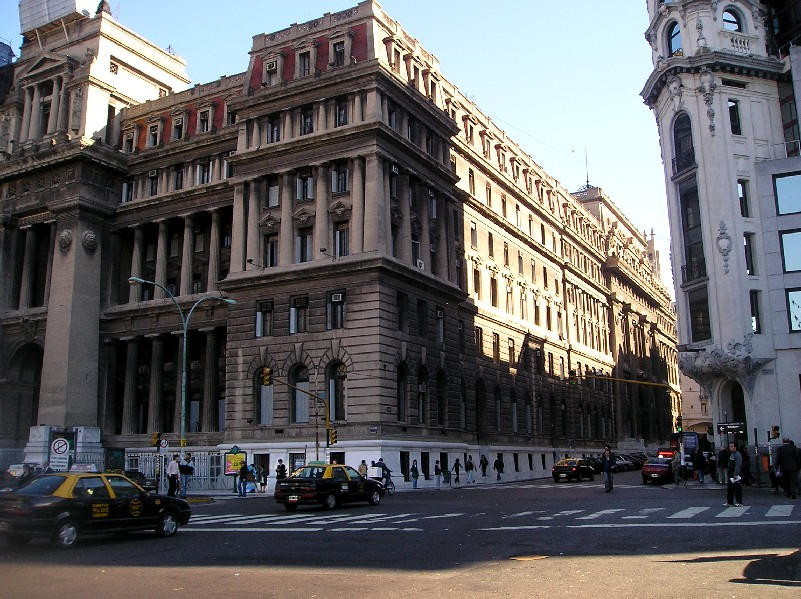
Дворец правосудия нации и здание Мирадор Массу

Таким образом, старая башня была окружена современным зданием, в постмодернистском стиле, с глазурованным фасадом с чередующимися окнами с горизонтальными полосами гранатового цвета. Это был один из первых случаев, когда сообщество Буэнос-Айреса было обеспокоено сохранением своего наследия, благодаря чему будет принят закон о национальных исторических памятниках введенный в первую половину 2000 года.